# Homalomena pseudogeniculata
Homalomena pseudogeniculata är en kallaväxtart som beskrevs av Peter Charles Boyce och S.Y.Wong. Homalomena pseudogeniculata ingår i släktet Homalomena och familjen kallaväxter. Inga underarter finns listade.